# 준안정

약한 결합을 가진 준안정 상태(1), 안장모양의 위치에 있는 전이 상태 (2), 가장 강한 결합을 가진 안정 상태(3).

준안정(準安定,Metastable)이란 바닥 상태보다 에너지가 높은 상태로서 오랫동안 변하지 않고 유지되는 상태를 말한다. 이 상태의 물질은 안정된 상태에 있는 것도 아니지만 불안정한 상태에 있는 것도 아니다. 대부분 실험실에서 일어나며, 순수한 물질이 외부적 충격을 받지 않는 상태에서만 준안정상태에 머무를 수 있다. 만약 외부적 충격이 발생한다면 준안정상태에 있던 물질은 즉시 안정, 또는 불안정상태로 들어서게 된다. 준안정 상태에도 존재할 수 있는 한계점이 있는데 이것을 안정성의 경계라고 부른다. 예를 들어 액체 상태의 물은 -20°C까지만 준안정상태로 존재하고 그 이하의 온도에서는 응고되어버리는 방식이다.

## 같이 보기
- 거짓 진공 붕괴
- 이력 현상